# دستور تونس 2022
دستور الجمهورية التونسية 2022 أو دستور الجمهورية الثالثة وهو دستور تم إعتماده في تونس يوم 25 يوليو 2022 بعد موافقة الناخبين الاستفتاء الدستوري الذي أقيم في نفس اليوم. بصفته المعيار القانوني الأعلى للبلاد، فهو يشكل رابع دستور في التاريخ الحديث لتونس بعد دستور 1861، دستور 1959 ودستور 2014. دخل الدستور حيز التنفيذ يوم 16 أغسطس 2022.

## التاريخ
في 25 يوليو 2021 يوم ذكرى إعلان الجمهورية، بعد شهور من التجاذبات بين رئيس الجمهورية قيس سعيد وأعضاء مجلس نواب الشعب، طالب آلاف المتظاهرين بحل مجلس نواب الشعب وتغيير النظام. تأتي هذه التجمعات مع تفاقم الأزمة الصحية المرتبطة بجائحة فيروس كورونا في تونس. في نفس المساء، واستناداً إلى الفصل 80 من الدستور، يقيل قيس سعيد حكومة هشام المشيشي بأمر فوري، ولا سيما هشام المشيشي من مهامه كرئيس للحكومة ووزير الداخلية بالنيابة، تجميد نشاط مجلس نواب الشعب ورفع الحصانة عن أعضائه وتشكيل حكومة جديدة تكون مسؤولة أمامه. نددت حركة النهضة على الفور بالانقلاب حسب تعبيرها. في الفترة من 15 يناير إلى 20 مارس 2022، أجريت استشارة إلكترونية حول الإصلاحات التي سيتم اقتراحها تحسبا للاستفتاء. خلال الاقتراع الذي كان موضوع إقبال منخفض للغاية، سادت خيارات الانتقال إلى النظام الرئاسي والاقتراع بالأغلبية غير الرسمية للانتخابات التشريعية.
في 1 يونيو 2022، تم التوقيع على مرسوم بقانون بتعديل القانون الأساسي المتعلق بالانتخابات والاستفتاءات. تصبح الهيئة العليا المستقلة للانتخابات مسؤولة عن الاحتفاظ بسجل ناخبين «دقيق وشفاف وكامل وحديث» ويمكن للناخبين التشاور معه لطلب تحديث تسجيلهم. بالإضافة إلى ذلك، يجب على الهيئة العليا المستقلة للانتخابات المضي قدمًا في التسجيل التلقائي لجميع الناخبين غير المسجلين من خلال توزيعهم على مراكز الاقتراع الأقرب إلى مكان إقامتهم. كما يجب أن تنشر قائمة بالمشاركين في حملة الاستفتاء بعد تقديم البيانات التي تستطيع الهيئة العليا المستقلة للانتخابات رفضها بقرار مسبب. وتحدد موعد الاستفتاء على الدستور يوم 25 يوليو 2022 رغم انتقادات المعارضة.

## المحتويات
في مطلع يونيو 2022، أشار الفقيه الصادق بلعيد رئيس اللجنة الاستشارية لصياغة الدستور الجديد، إلى أنه سيقدم المسودة الأولية في 15 يونيو إلى رئيس الجمهورية، وأنها لا تحتوي على أي إشارة إلى دين الإسلام. على عكس دستور 1959 ودستور 2014. إلا أن هذا الدستور غامض بشأن ما إذا كان يتعامل مع البلد أو الدولة. ينص النص، الذي كشف النقاب عنه في 30 يونيو، على نظام رئاسي وبرلمان من مجلسين. تُعطى مشاريع القوانين التي يقدمها الرئيس الأولوية للنظر فيها. يتم تعيين رئيس الحكومة دون الحاجة إلى تصويت على الثقة من البرلمان. من أجل اعتماد اقتراح بتوجيه اللوم، يجب التصويت عليه بأغلبية ثلثي أعضاء مجلسي البرلمان معًا. لم يعد بإمكان أصحاب الجنسية المتعددة الترشح لمنصب رئاسة الحكومة. كما أن رئيس المحكمة الدستورية هو المسؤول عن الرئاسة المؤقتة. يمكن سحب الوكالة من النواب ولا يجوز للنائب تقديم مشروع قانون إذا كان من أكلة الميزانية. كما تتركب المحكمة الدستورية من 9 أعضاء يشكلون أقدم رؤساء عدد من الهياكل القضائية وتتم تسميتهم بأمر. وتوصف تونس بأنها جزء من «الأمة الإسلامية» وأن «الدولة وحدها يجب أن تعمل من أجل تحقيق مقاصد الإسلام».
في 3 يوليو 2022، أعلن الصادق بلعيد أن النص المطروح على الاستفتاء لم يكن هو النص الذي تم إعداده وتقديمه من قبل اللجنة الاستشارية، مضيفًا أنه يحتوي على «مخاطر وأوجه قصور كبيرة». يمكن تعديل الدستور بمبادرة من رئيس الجمهورية أو من ثلث أعضاء مجلس نواب الشعب. سيظل العمل بمرسوم سبتمبر 2021 في المجال التشريعي ساري المفعول حتى انتخاب برلمان جديد.
تم حل المجلس الأعلى للقضاء واستبداله بثلاثة مجالس لكل من الهياكل القضائية الثلاثة. وفي موضوع المادة 5 المعدلة مقارنة بمسودتها الأولية، يستنكر بلعيد خطر «إعادة بناء سلطة المتدينين» و «العودة إلى العصور المظلمة للحضارة الإسلامية». اعترف رئيس الجمهورية في 8 يوليو 2022 بحدوث أخطاء وأعلن أنه سيجري تصحيحات وتوضيحات لمسودة الدستور التي تنشر في نفس المساء في الرائد الرسمي للجمهورية التونسية. ومن بين التغييرات التي تم إجراؤها، أضيفت عبارة «في إطار نظام ديمقراطي» إلى المادة 5 من أجل التخفيف من «مبادئ الإسلام»، وكذلك الإشارة إلى «الأخلاق الحميدة» لضبط الحريات التي تم سحبها.

## الفصول
يتكون هذا الدستور من 142 فصلا، مقسمة على 11 باباً:
| الفصول |
| التوطئة |
| --- |
| توطئة الدستور |
| الباب الأول: أحكام عامة |
| 1 · 2 · 3 · 4 · 5 · 6 · 7 · 8 · 9 · 10 · 11 · 12 · 13 · 14 · 15 · 16 · 17 · 18 · 19 · 20 · 21 |
| الباب الثاني: الحقوق والحريات |
| 22 · 23 · 24 · 25 · 26 · 27 · 28 · 29 · 30 · 31 · 32 · 33 · 34 · 35 · 36 · 37 · 38 · 39 · 40 · 41 · 42 · 43 · 44 · 45 · 46 · 47 · 48 · 49 · 50 · 51 · 52 · 53 · 54 · 55                                                          |
| الباب الثالث: الوظيفة التشريعية |
| 56 · 57 القسم الأول؛ مجلس نواب الشعب: 58 · 59 · 60 · 61 · 62 · 63 · 64 · 65 · 66 · 67 · 68 · 69 · 70 · 71 · 72 · 73 · 74 · 75 · 76 · 77 · 78 · 79 · 80 القسم الثاني؛ المجلس الوطني للجهات والأقاليم: 81 · 82 · 83 · 84 · 85 · 86 |
| الباب الرابع: الوظيفة التنفيذية |
| 87 القسم الأول؛ رئيس الجمهورية: 88 · 89 · 90 · 91 · 92 · 93 · 94 · 95 · 96 · 97 · 98 · 99 · 100 · 101 · 102 · 103 · 104 · 105 · 106 · 107 · 108 · 109 · 110 القسم الثاني؛ الحكومة: 111 · 112 · 113 · 114 · 115 · 116             |
| الباب الخامس: الوظيفة القضائية |
| 117 · 118 · 119 · 120 · 121 · 122 · 123 · 124 |
| الباب السادس: المحكمة الدستورية |
| 125 · 126 · 127 · 128 · 129 · 130 · 131 · 132 |
| الباب السابع: الجماعات المحلية والجهويّة |
| 133 |
| الباب الثامن: الهيئة العليا المستقلة للانتخابات |
| 134 |
| الباب التاسع: المجلس الأعلى للتربية والتعليم |
| 135 |
| الباب العاشر: تنقيح الدستور |
| 136 · 137 · 138 |
| الباب الحادي عشر: الأحكام الانتقالية والختاميّة |
| 139 · 140 · 141 · 142 |

## وصلات خارجية
- دستور الجمهورية التونسية 2022